# Abbazia di Sassovivo
L'abbazia di Santa Croce in Sassovivo è un complesso benedettino che sorge a circa 6 km dal centro di Foligno, ad un'altitudine di 565 m s.l.m. alle pendici del monte Serrone. Dal punto di vista amministrativo costituisce una frazione del comune di Foligno appartenente alla Circoscrizione n. 4 "Flaminio - INA-Casa - Uppello".
Isolata su uno sperone di roccia e circondata da una enorme lecceta secolare, che ricopre 7 ettari, tra le più antiche e primigenie dell'intera Umbria, (area protetta regionale), si trova in posizione panoramica sulla sottostante Valle Umbra e città di Foligno.
Nella zona, in località Fonte di Sassovivo, si trova una sorgente e stabilimento di imbottigliamento di acqua minerale, commercializzata in ambito locale. Dalla Fonte di Sassovivo si apre la valle del fosso Renaro.

## Storia

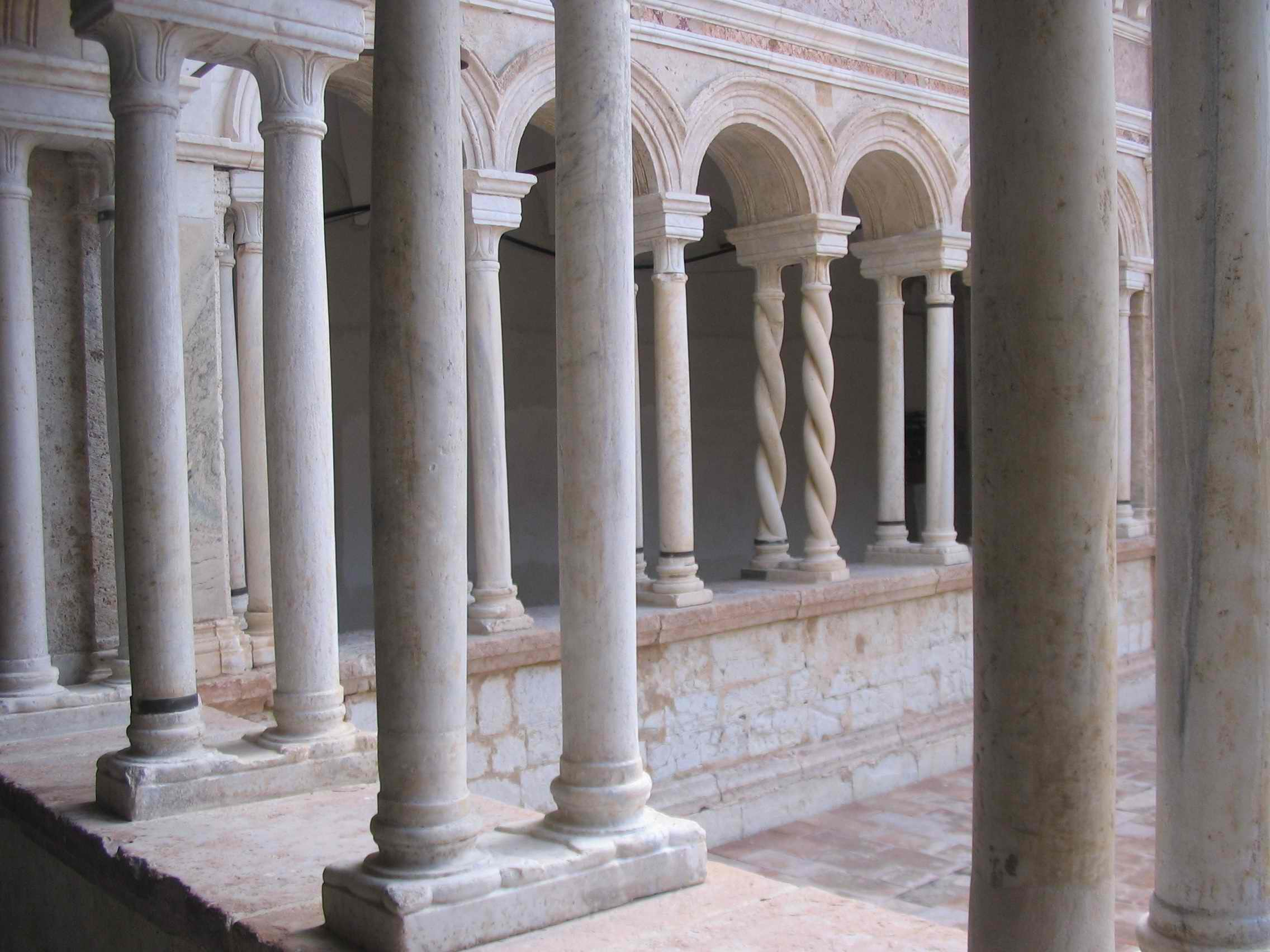
Chiostro dell'Abbazia

Fu fondata da eremiti benedettini intorno all'anno 1070,  principalmente dal monaco Mainardo che forse proveniva dall'abbazia di Santa Maria di Sitria, alle pendici del monte Cucco. La costruzione si è sviluppata a partire da una preesistente rocca fortificata posseduta da Ugone, conte longobardo di Uppello (frazione di Foligno) discendente dai conti di Nocera Umbra e dai Monaldeschi di Orvieto, e donata poi a Mainardo. 
In precedenza vi si trovava probabilmente un santuario protostorico umbro.
A questo periodo risalgono le Carte di Sassovivo appartenenti all'enorme, e di fondamentale importanza storica "Archivio di Sassovivo", archivio attualmente conservato presso l'Archivio arcivescovile di Spoleto, una serie di documenti importanti per la ricostruzione della consistenza territoriale e demografica dell'epoca.
Ben presto accrebbe la sua importanza e giurisdizione, anche grazie a numerose donazioni ed attribuzioni di territorio. Nel 1138 i suoi possedimenti si estendevano da Roma (chiesa dei SS. Quattro Coronati) a Perugia e da Spoleto a Camerino; il secolo successivo, da essa dipendevano 97 monasteri, 41 chiese e 7 ospedali.
Nella seconda metà del XV secolo l'abbazia entrò in crisi tanto che nel 1467 fu data in commenda e nel 1487 fu soppressa e affidata ai benedettini della Congregazione olivetana.

### La chiusura e la storia recente
Durante la Rivoluzione francese il monastero fu in parte chiuso e nel 1860, con la caduta dello Stato Pontificio e la secolarizzazione, con le leggi eversive i suoi possedimenti vennero divisi tra Demanio pubblico, mensa vescovile e privati.
Nel dopoguerra vi tornarono i benedettini grazie ad un piccolo gruppo di monaci cecoslovacchi fuggiti dalla patria, che restarono a Sassovivo, guidati da padre Cirillo Stavel (al secolo František Stavel, di famiglia ebraica), fino alla fine degli anni cinquanta del secolo scorso. Tra la fine degli anni settanta e gli inizi degli anni ottanta iniziarono profondi e complessi lavori di restauro e consolidamento che si protrassero fino agli anni novanta. 
La chiesa venne ricostruita nel 1851 dopo il terremoto del 1832 ed è ora in fase di restauro, come tutto il complesso, dopo i danni provocati dal terremoto del 1997.
A partire dal 1979, il vescovo di Foligno ha assegnato l'abbazia ai "Piccoli Fratelli" della Comunità Jesus Caritas del beato Charles de Foucauld e alle "Piccole Sorelle" della stessa comunità (queste ultime, però, si sono successivamente trasferite). A Sassovivo ha sede il Priorato generale della comunità.
All'interno della chiesa erano conservate le spoglie di san Marone, un eremita siro-libanese vissuto nel IV secolo presso la città di Tiro, fondatore della Chiesa maronita. Il 25 novembre 2005, però, la reliquia è stata trafugata.
Dal 2014 si sono annualmente susseguite campagne archeologiche nello spazio antistante la chiesa come collaborazione internazionale tra l'Università "La Sapienza" di Roma, la "Pontificia Università Gregoriana" e l'Università "Eötvös Loránd" di Budapest, quest'ultima con un gruppo di antropologi fisici guidati dalla prof.ssa Ildiko Pap.

## Descrizione
Il monastero, severo e piuttosto semplice, si articola intorno al chiostro romanico, del 1229, ordinato dall'abate Angelo e portato a termine dal maestro marmoraro romano Pietro de Maria e da Nicola Vassalletto. A a pianta quadrangolare, esso presenta cinquantotto archi sorretti da un doppio ordine di centoventotto colonnine elicoidali con capitelli gigliati. Nel 1340 vi venne aggiunta una grande cisterna centrale e nel 1623 fu costruito un pozzo. Al lato orientale si trova un affresco della Vergine in trono con Bambino, del XIV secolo.
La chiesa è a navata unica coperta a volta a botte e terminante in un'abside semicircolare. L'interno presenta frammenti di affreschi del XV secolo, mentre la pala d'altare raffigurante l'Annuncio della passione di Gesù Cristo, eseguita nel 1744 da Tommaso Nasini.
Negli ambienti del monastero si trova il refettorio, che conserva un affresco dell'Ultima Cena del 1595 di autore ignoto e i dormitori risalenti al Duecento.
Nella cosiddetta Loggia del Paradiso sono visibili frammenti di affreschi databili al primo quarto del XV secolo, opera di un ignoto pittore folignate, già attribuiti a Giovanni di Corraduccio o alla sua bottega.

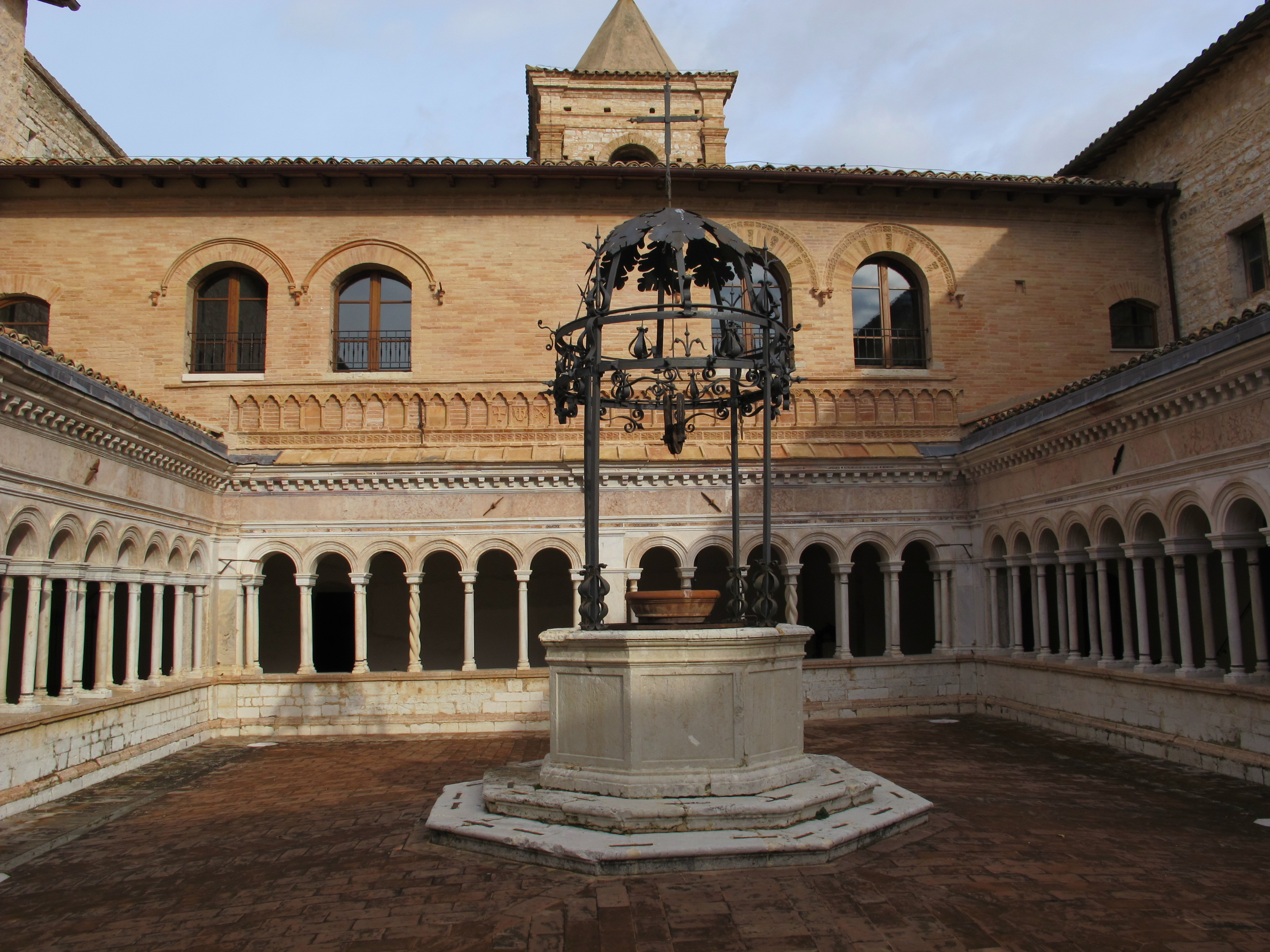
Il chiostro
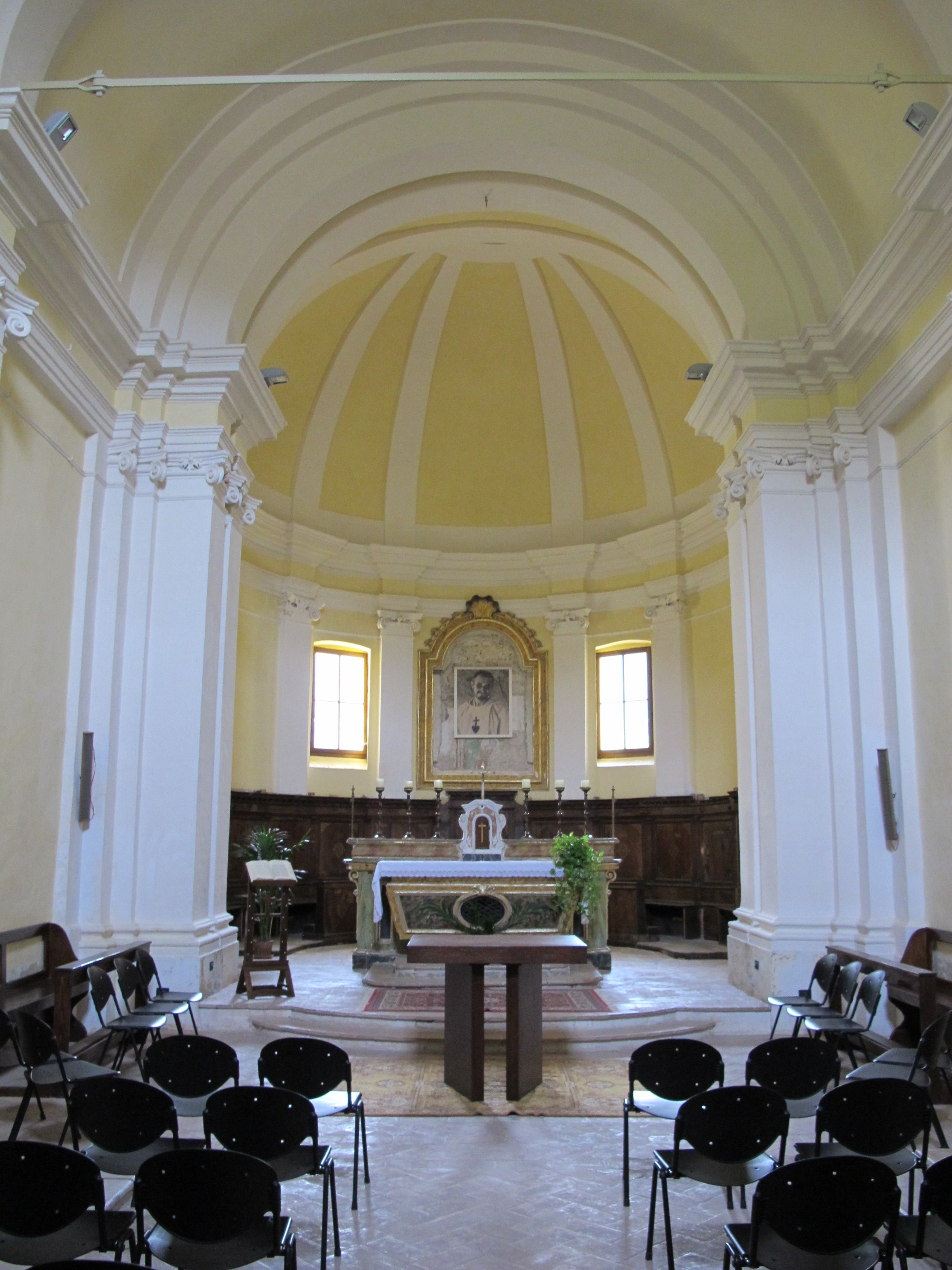
Interno della chiesa abbaziale
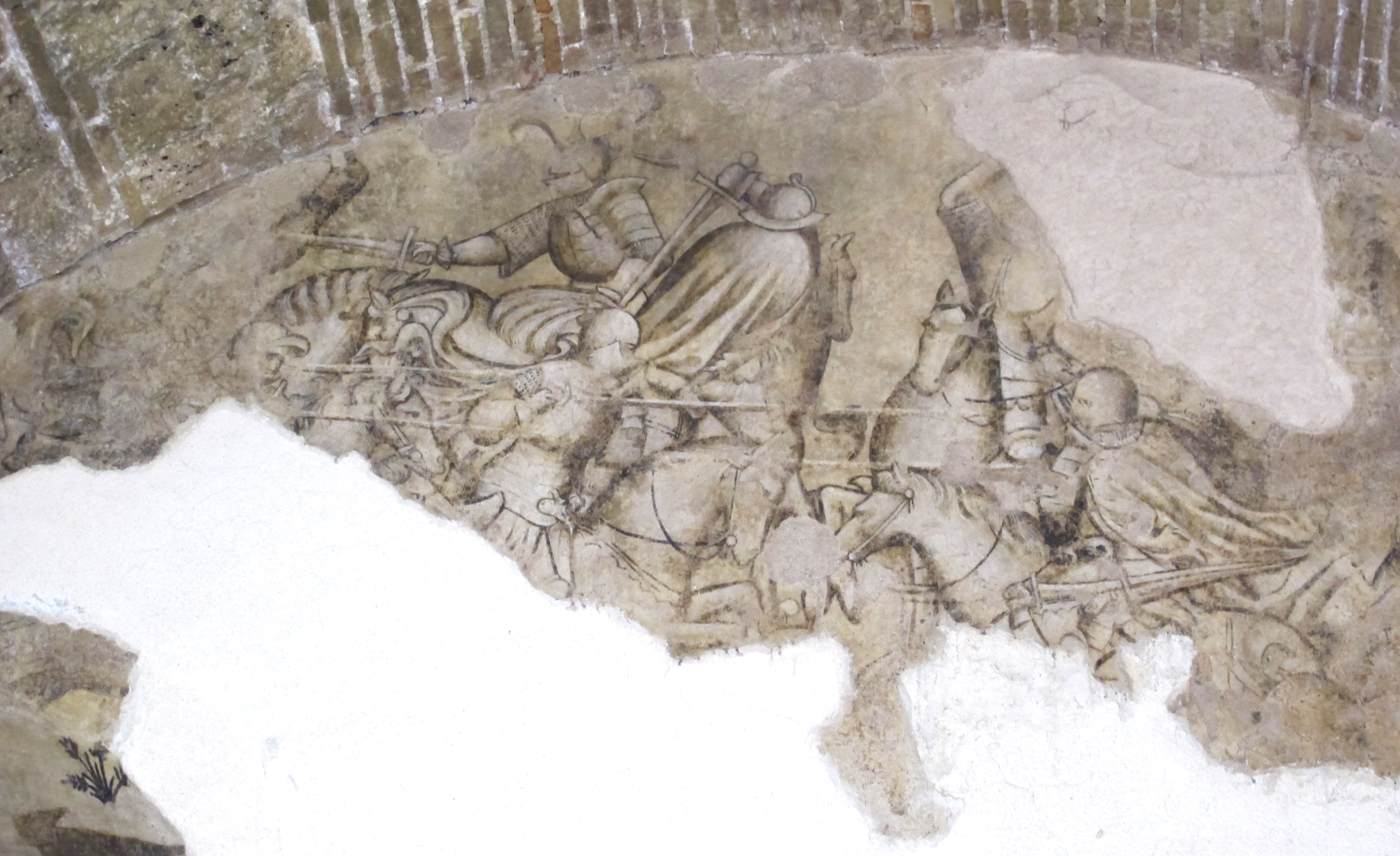
Affreschi della Loggia del Paradiso
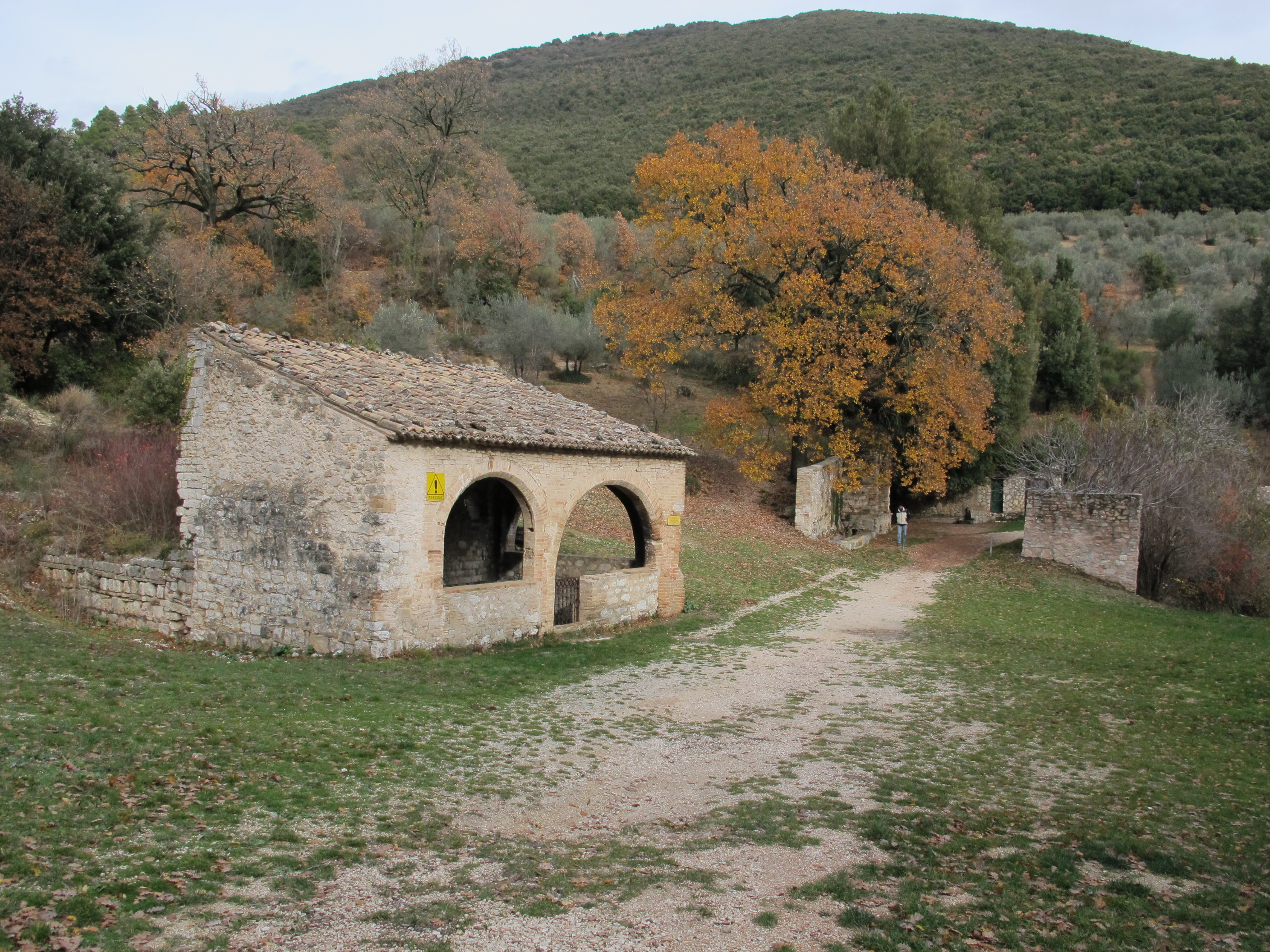
La cripta del beato Alano

### Dintorni
A breve distanza dall'abbazia è la piccola Cappella del Beato Alano, risalente all'XI secolo, che è un residuo di Santa Maria della Valle, il primo nucleo di Sassovivo.
La Passeggiata dell'Abate è un sentiero che si dipana tra i boschi di leccio, ginepro e pino d'Aleppo.